# 孙文龙故居
孙文龙故居，位于山西省晋城市阳城县河北镇孤堆底村。

## 保护
2007年1月，孙文龙故居公布为第二批晋城市文物保护单位，编号2-2。2021年8月4日，孙文龙故居公布为第六批山西省文物保护单位，近现代类，编号6-354。